# Хенераль-Фернандес-Оро
Хенераль-Фернандес-Оро (исп. General Fernández Oro) — город и муниципалитет в департаменте Хенераль-Рока провинции Рио-Негро (Аргентина).

## История
Уже в 1927 году в этих местах жили поселенцы, и поэтому, когда здесь прошла железная дорога, то в 1928 году здесь был открыт остановочный пункт. В 1931 году железнодорожная станция получила официальное название «Хенераль-Фернандес-Оро» в честь генерала Мануэля Фернандеса Оро. В 1942 году был официально образован муниципалитет.